# カタリーナ・フォン・エスターライヒ (1420-1493)
カタリーナ・フォン・エスターライヒ（ドイツ語：Katharina von Österreich, 1420/4年 - 1493年9月11日）は、バーデン辺境伯カール1世の妃。

## 生涯
カタリーナはオーストリア公エルンストとツィンバルカ・マゾヴィエツカの娘である。長兄フリードリヒ3世は1452年に神聖ローマ皇帝となった。カタリーナは兄フリードリヒ3世やアルブレヒト6世とともにウィーナー・ノイシュタットで育った。
1447年7月15日にプフォルツハイムでバーデン辺境伯カール1世と結婚し、カール1世に持参金として3万ドゥカートをもたらした。カタリーナは自分が高位であることを示すため、自らの紋章として、バーデンの紋章の横にオーストリアの紋章を加えた。結婚後、カール1世はオーストリア＝チロル大公ジークムントにより前方オーストリアの知事に任ぜられた。この時、カール1世はジークムントの顧問官マテウス・フンメルと知りあった。
18年間の穏やかな結婚生活の後、1475年に夫カール1世は死去した。息子クリストフ1世は、寡婦となったカタリーナの住まいとしてホーエンバーデン城を譲り渡し、自身は新たにバーデン＝バーデンに新城を建設した。
カタリーナは1493年に死去し、バーデン＝バーデンに埋葬された。

## 子女
- カタリーナ（1449年 - 1484年） - 1464年、ヴェルデンベルク＝ザルガンス伯ゲオルク3世と結婚
- ツィンブルガ（1450年 - 1501年） - 1468年、ナッサウ伯エンゲルベルト2世と結婚
- マルガレータ（1452年 - 1495年） - リヒテンタール女子修道院長
- クリストフ1世（1453年 - 1527年） - バーデン辺境伯
- アルブレヒト（1456年 - 1488年） - バーデン辺境伯
- フリードリヒ（1458年 - 1517年） - ユトレヒト司教